# Lucrezia (Couperus)

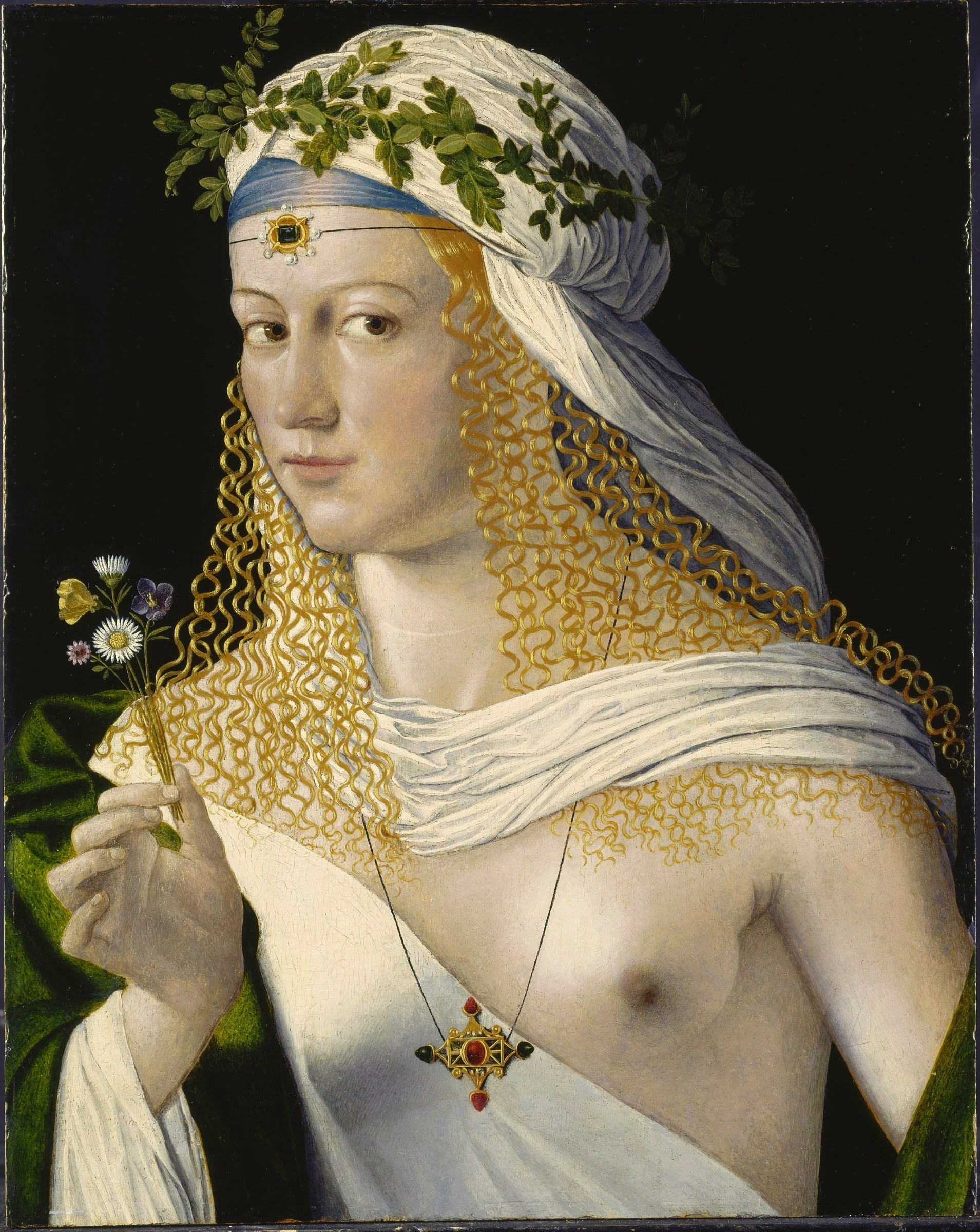
Lucrezia Borgia door Bartolomeo Veneziano

Lucrezia is een verhaal van Louis Couperus dat voor het eerst afzonderlijk in 1920 verscheen, maar niet bij zijn vaste uitgever L.J. Veen.

## Geschiedenis
In de jaren 1910 publiceerde Couperus verschillende verhalen, reisbrieven en schetsen in Groot Nederland en in Het Vaderland. Het verhaal 'Lucrezia' verscheen in de jaargang 1911 van Groot Nederland. Daarna werd het gebundeld in 1912 in Schimmen van schoonheid. In 1920 werd het als afzonderlijk uitgaafje door Uitgeverij Em. Querido uitgebracht.
Het verhaal was gebaseerd op de persoon van Lucrezia Borgia (1480-1519). Zij inspireerde meer kunstenaars, bijvoorbeeld de componist Gaetano Donizetti voor zijn gelijknamige opera uit 1833.

### Vertaling
In 1926 verscheen een vertaling in het Duits van Couperus' vaste vertaler in het Duits, Else Otten; deze werd voorzien van een nawoord door Hans Lebede (gedateerd Kerst 1925).